# Atletica leggera ai Giochi della XXXI Olimpiade - Decathlon

Video ufficiale della gara

Ai Giochi della XXXI Olimpiade, che si sono tenuti a Rio de Janeiro nel 2016, la competizione di decathlon si è svolta tra il 17 e il 18 agosto presso lo Stadio Nilton Santos.

## Presenze ed assenze dei campioni in carica
Per i campionati europei si considera l'edizione del 2014.
| Competizione         | Atleta           | Prestazione | Rio 2016   |
| -------------------- | ---------------- | ----------- | ---------- |
| Olimpiadi 2012       | Ashton Eaton     | 8 869 p.    | Presente   |
| Commonwealth 2014    | Damian Warner    | 8 282 p.    | Presente   |
| Europei 2014         | Andrėj Kraŭčanka | 8 616 p.    | Non attivo |
| Asiatici 2010        | Keisuke Ushiro   | 8 088 p.    | Presente   |
| Panamericani 2015    | Damian Warner    | 8 659 p.    | Presente   |
| Mondiali 2015        | Ashton Eaton     | 9 045 p.    | Presente   |
|                      |                  |             |            |
| Mondiali junior 2012 | Gunnar Nixon     | 8 018 p.    | Assente    |

## La gara
Ashton Eaton bissa il successo olimpico di Londra. Si migliora di 24 punti, eguagliando il record olimpico.

Compie un'impresa anche il secondo classificato: il francese Kévin Mayer (personale di 8521 punti) si supera migliorando il proprio record in quattro specialità e demolisce il primato nazionale, che resisteva dal 1990 (Christian Plaziat, 8574 punti). I suoi 8834 punti sono il punteggio più alto mai raggiunto per un atleta secondo classificato.

Il canadese Damian Warner stabilisce il record del mondo per decatleti sui 100 metri: 10”30. Eccellente anche il suo 13”58 sui 110 metri ostacoli.

## Risultati
| Record mondiale      | Ashton Eaton | 9045 p. | Pechino | 29 agosto 2015 |
| Record olimpico      | Roman Šebrle | 8893 p. | Atene   | 24 agosto 2004 |
| Capolista stagionale | Ashton Eaton | 8750 p. | Eugene  | 3 luglio 2016  |

### Tutte le prove
| Pos.    | Atleta                  | Età | Totale | Prove             | 100 m      | Lungo     | Peso      | Alto     | 400 m      | 110 h      | Disco     | Asta      | Giavell.  | 1500 m      |
| ------- | ----------------------- | --- | ------ | ----------------- | ---------- | --------- | --------- | -------- | ---------- | ---------- | --------- | --------- | --------- | ----------- |
| Oro     | Ashton Eaton            | 28  | 8893 = | Prestazione Punti | 10"46 985  | 7,94 1045 | 14,73 773 | 2,01 813 | 46"07 1005 | 13"80 1000 | 45,49 777 | 5,20 972  | 59,77 734 | 4'23"33 789 |
| Argento | Kévin Mayer             | 24  | 8834   | Prestazione Punti | 10"81 903  | 7,60 960  | 15,76 836 | 2,04 840 | 48"28 896  | 14"02 972  | 46,78 804 | 5,40 1035 | 65,04 814 | 4'25"49 774 |
| Bronzo  | Damian Warner           | 27  | 8666   | Prestazione Punti | 10"30 1023 | 7,67 977  | 13,66 708 | 2,04 840 | 47"35 941  | 13"58 1029 | 44,93 765 | 4,70 819  | 63,19 786 | 4'24"90 778 |
| 4       | Kai Kazmirek            | 25  | 8580   | Prestazione Punti | 10"78 910  | 7,69 982  | 14,20 741 | 2,10 896 | 46"75 971  | 14"62 896  | 43,25 731 | 5,00 910  | 64,60 807 | 4'31"25 736 |
| 5       | Larbi Bourrada          | 28  | 8521   | Prestazione Punti | 10"75 917  | 7,52 940  | 13,78 715 | 2,10 896 | 47"98 910  | 14"15 955  | 42,39 713 | 4,60 790  | 66,49 836 | 4'14"60 849 |
| 6       | Leonel Suárez           | 29  | 8460   | Prestazione Punti | 11"21 814  | 7,14 847  | 14,27 745 | 2,07 868 | 48"15 902  | 14"48 913  | 47,07 810 | 4,90 880  | 72,32 925 | 4'28"32 756 |
| 7       | Zachery Ziemek          | 23  | 8392   | Prestazione Punti | 10"71 926  | 7,49 932  | 13,44 694 | 2,10 896 | 49"83 822  | 14"77 878  | 49,42 858 | 5,20 972  | 60,92 752 | 4'42"97 662 |
| 8       | Thomas Van der Plaetsen | 26  | 8332   | Prestazione Punti | 11"24 808  | 7,66 975  | 12,84 657 | 2,16 953 | 49"63 823  | 15"01 848  | 43,58 738 | 5,40 1035 | 62,09 769 | 4'34"21 717 |
| 9       | Kurt Felix              | 28  | 8323   | Prestazione Punti | 10"93 876  | 7,42 915  | 14,77 776 | 2,07 868 | 49"14 855  | 14"79 875  | 45,10 769 | 4,50 760  | 69,92 888 | 4'30"53 741 |
| 10      | Luiz Alberto de Araújo  | 29  | 8315   | Prestazione Punti | 10"77 912  | 7,48 930  | 15,26 806 | 1,92 731 | 48"14 902  | 14"17 953  | 45,10 769 | 4,90 880  | 57,28 697 | 4'31"46 735 |
| 11      | Jeremy Taiwo            | 26  | 8300   | Prestazione Punti | 11"01 858  | 7,45 922  | 14,92 785 | 2,19 982 | 48"78 872  | 14"57 902  | 39,91 663 | 5,00 910  | 51,29 608 | 4'21"96 798 |
| 12      | Adam Helcelet           | 25  | 8291   | Prestazione Punti | 11"06 847  | 7,35 898  | 15,11 796 | 2,04 840 | 49"51 837  | 14"37 927  | 44,13 749 | 4,70 819  | 68,20 862 | 4'34"41 716 |
| 13      | Bastien Auzeil          | 27  | 8064   | Prestazione Punti | 11"17 823  | 7,07 830  | 15,41 815 | 1,98 785 | 49"34 845  | 14"82 871  | 42,23 710 | 5,10 941  | 61,91 767 | 4'40"50 677 |
| 14      | Cedric Dubler           | 21  | 8024   | Prestazione Punti | 10"86 892  | 7,47 927  | 11,49 575 | 2,13 925 | 48"18 900  | 14"30 936  | 38,89 642 | 4,90 880  | 51,82 616 | 4'32"12 731 |
| 15      | Arthur Abele            | 30  | 8013   | Prestazione Punti | 10"87 890  | 6,97 807  | 15,03 792 | 1,98 785 | 49"02 860  | 14"12 959  | 44,66 760 | 4,50 760  | 64,13 800 | 4'53"07 600 |
| 16      | Lindon Victor           | 23  | 7998   | Prestazione Punti | 10"83 899  | 7,11 840  | 14,80 777 | 1,98 785 | 49"80 824  | 15"74 762  | 53,24 938 | 4,40 731  | 63,54 791 | 4'44"73 651 |
| 17      | Pau Tonnesen            | 24  | 7982   | Prestazione Punti | 11"32 791  | 7,33 893  | 13,69 709 | 2,01 813 | 50"81 778  | 14"99 851  | 46,31 794 | 5,20 972  | 60,15 740 | 4'46"27 641 |
| 18      | Yordanis García         | 28  | 7961   | Prestazione Punti | 10"81 903  | 6,83 774  | 14,58 764 | 2,01 813 | 48"69 876  | 14"25 942  | 40,34 671 | 4,50 760  | 64,70 809 | 4'44"99 649 |
| 19      | Dominik Distelberger    | 26  | 7954   | Prestazione Punti | 10"84 897  | 7,33 893  | 13,40 692 | 1,89 705 | 48"61 880  | 14"39 925  | 38,09 626 | 4,80 849  | 61,83 765 | 4'33"47 722 |
| 20      | Keisuke Ushiro          | 30  | 7952   | Prestazione Punti | 11"30 795  | 6,83 774  | 14,14 737 | 1,98 785 | 50"43 795  | 15"09 839  | 49,90 868 | 4,90 880  | 66,63 838 | 4'46"33 641 |
| 21      | Paweł Wiesiołek         | 25  | 7784   | Prestazione Punti | 10"88 888  | 6,73 750  | 14,17 739 | 2,01 813 | 50"18 806  | 15"09 839  | 48,32 835 | 4,50 760  | 56,68 688 | 4'42"27 666 |
| 22      | Akihiko Nakamura        | 26  | 7612   | Prestazione Punti | 11"04 852  | 7,13 845  | 12,00 606 | 1,92 731 | 48"93 865  | 14"57 902  | 34,91 562 | 4,70 819  | 51,24 607 | 4'18"37 823 |
| 23      | Karl Robert Saluri      | 23  | 7223   | Prestazione Punti | 10"82 901  | 7,02 818  | 13,88 721 | 1,77 602 | 50"32 800  | 16"51 676  | 42,96 725 | 4,50 760  | 46,42 536 | 4'39"40 684 |
| 24      | Maicel Uibo             | 24  | 7170   | Prestazione Punti | 11"16 825  | 7,14 847  | NM 0      | 2,13 925 | 51"08 765  | 14"84 869  | 37,69 618 | 5,10 941  | 60,52 746 | 4'47"49 634 |
| 25      | Jiří Sýkora             | 21  | 6237   | Prestazione Punti | 11"15 827  | 7,00 814  | 13"45 695 | 1,98 785 | 49"88 820  | 15"02 847  | 44,49 756 | NM 0      | 56,99 693 | Rit. -      |
| NC      | Mihail Dudaš            | 27  |        | Prestazione Punti | 10"83 899  | 7,29 883  | 14,23 742 | 2,04 840 | 49"13 855  | 14"65 892  | 43,27 731 | 4,60 790  | ___       | ___         |
| NC      | Oleksij Kasjanov        | 31  |        | Prestazione Punti | 10"78 910  | 7,54 945  | 14,50 759 | 2,01 813 | 48"56 882  | 14"34 931  | NM 0      | ___       | ___       | ___         |
| NC      | Pieter Braun            | 23  |        | Prestazione Punti | 11"03 854  | 7,55 947  | 13,90 722 | 1,95 758 | ___        | ___        | ___       | ___       | ___       | ___         |
| NC      | Rico Freimuth           | 28  |        | Prestazione Punti | 10"73 922  | 7,17 854  | 13,27 684 | ___      | ___        | ___        | ___       | ___       | ___       | ___         |
| NC      | Willem Coertzen         | 34  |        | Prestazione Punti | 11"12 834  | 6,98 809  | 14,00 728 | ___      | ___        | ___        | ___       | ___       | ___       | ___         |
| NC      | Leonid Andreev          | 33  |        | Prestazione Punti | 11"29 797  | 6,60 720  | 14,86 781 | ___      | ___        | ___        | ___       | ___       | ___       | ___         |
| NC      | Eelco Sintnicolaas      | 29  |        | Prestazione Punti | 10"87 890  | ___       | ___       | ___      | ___        | ___        | ___       | ___       | ___       | ___         |